# Simulium alcocki
Simulium alcocki är en tvåvingeart som beskrevs av Frederick E. Pomeroy 1922. 
Simulium alcocki ingår i släktet Simulium och familjen knott. Inga underarter finns listade i Catalogue of Life.